# Zloganje
Zloganje este o localitate din comuna Škocjan, Slovenia, cu o populație de 134 de locuitori.